# U–2 incidens

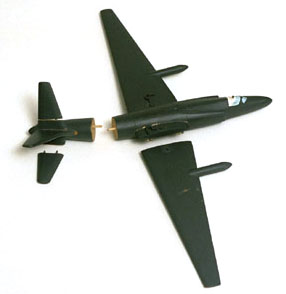
Az U–2-es kémrepülő makettje

Az U–2 incidens azután robbant ki, hogy 1960. május 1-jén a Francis Gary Powers vezette Lockheed U–2 amerikai felderítő repülőgépet lelőtték mélyen a Szovjetunió területe fölött, Szverdlovszk (ma Jekatyerinburg) közelében. A sérült gép lezuhant, a pilótát sikeres katapultálása és földet érése után elfogták. Az USA tagadta a gép valódi küldetését, de a pilóta és a gép roncsainak nyilvánosságra hozatala után kénytelen volt beismerni a légi kémkedés tényét. Az incidens tovább növelte a hidegháborús feszültséget és jelentős presztízsveszteséggel járt az Egyesült Államok számára, valamint a két héttel későbbi párizsi nagyhatalmi csúcstalálkozó eredménytelenségéhez is vezetett.

## Előzményei

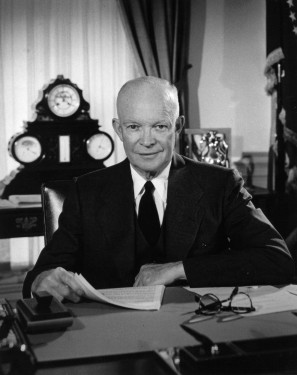
Dwight David Eisenhower az Egyesült Államok elnöke volt 1953. és 1961. között

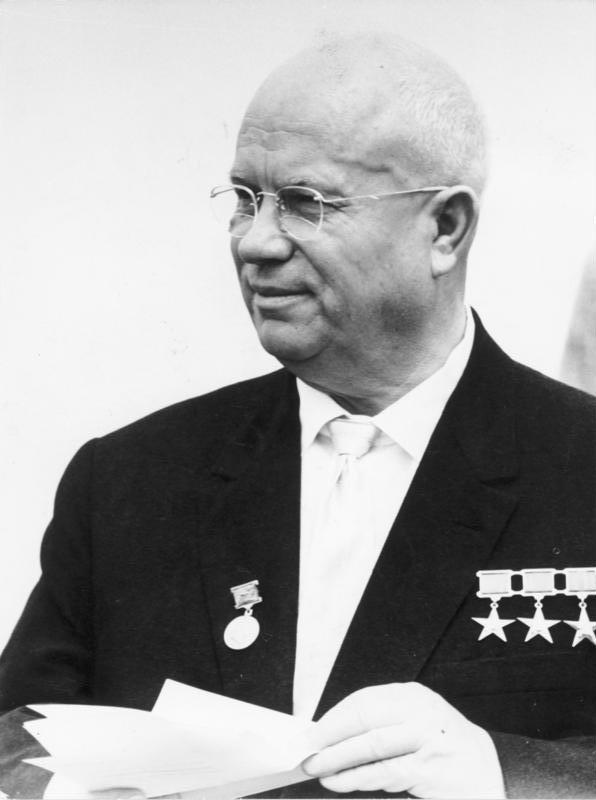
Nyikita Szergejevics Hruscsov a Szovjet Kommunista Párt főtitkára volt 1953. és 1964. között

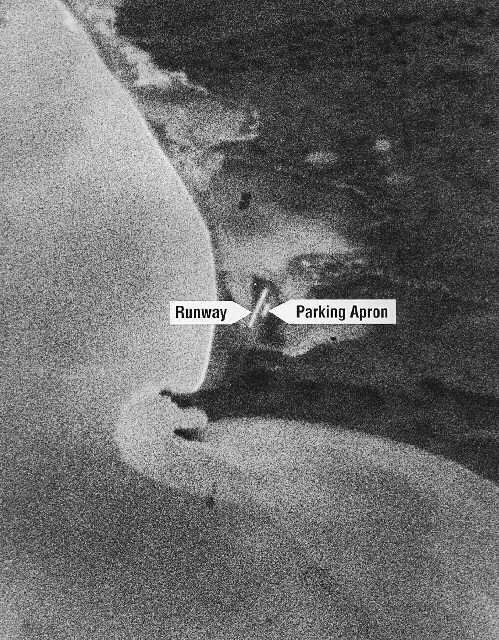
Nagy magasságból készített fénykép egy szovjet légibázisról

A második világháború után a Szovjetunió és az Egyesült Államok közötti viszony jelentősen megromlott, kezdetét vette a hidegháború. Dwight D. Eisenhower amerikai elnök attól tartott, hogy az 1950-es évek atomkorszakában megismétlődik egy a Pearl Harbor-ihoz hasonló meglepetésszerű támadás. Ezt a félelmét csak megerősítette a Mjasziscsev M–4 szovjet interkontinentális bombázó 1954. május elsejei bemutatása a moszkvai Vörös tér hagyományos katonai felvonulása alkalmával. A felvonuláson jelen levő amerikai katonai attasé nagyszámú bombázó átrepüléséről számolt be, amivel Washingtonban kiváltotta a bomber gap, azaz a bombázó-olló félelmet, miszerint a szovjetek bombázói számbeli fölényt élveznek. Ez a félelem később alaptalannak bizonyult, mivel a szovjetek ugyanazzal a néhány géppel repültek többször is át a tér felett, ám ez a félrevezető erőfitogtatás bizonyos szempontból el is érte a célját.
Eisenhower elnöknek azonban konkrét bizonyítékokra volt szüksége annak eldöntésére, hogy létezik-e egyáltalán ez a bomber gap, ezért jóváhagyta egy minden addiginál magasabban repülő, tehát vadászgépekkel elfoghatatlan, légifotókat készítő felderítőgép, a Lockheed U–2 kifejlesztését. A Lockheed kiemelkedő tervezőmérnöke, Kelly Johnson vezette Skunk Works rohamtempóban fejlesztette ki a gépet, amelynek prototípusa 1955. augusztus 11-én fel is szállt.
Az U–2 bevetéseinek első célja ezért szovjet repülőterek és katonai létesítmények légifotós felderítése volt. Az elnöknek szüksége volt azokra a megbízható információkra, amelyeket az U–2 fényképeiből szerezhettek – ugyanakkor rettegett attól, hogy egy amerikai felderítőgép esetleges elfogása vagy lelövése milyen súlyos következményekkel járhat. A nemzetközi jog szempontjából elvileg harci cselekménynek számított az, ha egy harci repülő szánt szándékkal repül be egy ország légterébe – a legrosszabb esetben tehát egy felderítő repülés a harmadik világháborút is kirobbanthatta. Éppen ezért Eisenhower a CIA-t, és nem pedig az amerikai légierőt bízta meg az U–2 program kezelésével és üzemeltetésével. A pilótákat a légierő állományából válogatták, de az U–2 programba lépéskor áthelyezték őket a CIA polgári státuszába. A repülőgépeken semmiféle felségjelzés vagy lajstromszám nem szerepelt, hogy egy esetleges incidens esetén az USA hihetően letagadhassa azt, hogy bármiféle köze lett volna a repüléshez. Mint a későbbiekben kiderült, a tagadás rossz döntésnek bizonyult.
A kelet-európai légtérben végzett felderítő repüléseket követően a Szovjetunió fölötti első bevetésre 1956. július 4-én került sor. A Martin Knutson vezette U–2 egy Szaratov közeli légibázison húsz M–4 bombázót fényképezett le. A bombázó-támaszpontok számával felszorozva igazoltnak látszódott a bomber gap létezése, de a kérdés végleges eldöntéséhez még több felderítő repülésre volt szükség. Jóval később derült csak ki, hogy a Szaratovnál lefotózott húsz bombázó képezte a Szovjetunió egész M–4 flottáját, tehát messze nem jelentettek akkora fenyegetést, mint azt gondolták. Az M–4 hatósugara ráadásul nem volt elég nagy ahhoz, hogy szovjet bázisokról támadhassa Amerikát, és amúgy is megbízhatatlan konstrukciónak számított. Összesen végül 93 darabot építettek belőle, nagy részüket tankerekké alakították át légi utántöltés céljára.
A felderítő repülések külpolitikailag rendkívül kényes volta miatt minden egyes bevetést és azok útvonalát maga Eisenhower elnök hagyta jóvá. Az elnök biztosítékokat kért arra, hogy az U–2 elfoghatatlan és lelőhetetlen, mivel bár az U–2 információk értékesek lehettek, egy háború kirobbanásához is vezethető provokációt már nem értek meg. Az 1950-es évek közepén a szovjetek még nem rendelkeztek olyan vadászgépekkel vagy légelhárító eszközökkel, amelyek elérhették az U–2-t a 21 km-es repülési magasságán. Az idő múlásával és a szovjet haditechnika megfeszített erejű fejlődésével azonban az U–2 napjai meg voltak számlálva. A CIA és a légierő nekilátott az U–2-t leváltó technológiák kifejlesztésének – ilyen volt a szuperszonikus SR–71 Blackbird repülőgép és a Corona felderítő műhold. Számításaik szerint az 1960-as évek elejére érik el a szovjetek azt a szintet, amelynél az U–2 már veszélyben van.
1957. júliusában az USA engedélyt kért Pakisztántól, hogy Pesavartól nem messze lehallgató-állomást létesítsen, valamint hogy a pesavari repülőtérről indíthasson U–2 bevetéseket. Pesavar közel volt a Szovjetunió közép-ázsiai részéhez, így az NSA le tudta hallgatni a rakétakísérleti telepek és egyéb katonai létesítmények rádióforgalmazását. 1960. április 9-én egy Pesavarból felszálló U–2 a Pamír fölött belépett a szovjet légtérbe, és egymás után négy, szigorúan titkos katonai létesítmény felett is elrepült: a szemipalatyinszki atomkísérleti telep, egy Tu–95 bombázó-bázis, a szarisagani rakétakísérleti telep, valamint a bajkonuri kozmodrom felett. A szovjet légvédelem az U–2 közel hétórás átrepülése során MiG–19 és Szu–9 vadászgépekkel több esetben is megpróbálta elfogni vagy lelőni a felderítő repülőgépet, de nem járt sikerrel. Bár Eisenhower kikötötte, hogy tájékoztassák arról, ha a gépeket radarral bemérik és megpróbálják lelőni, az U–2 program bezárásától jogosan tartó CIA ezt nem tette meg, mivel az új felderítő rendszerek elkészülte előtt megpróbálta a lehető legtöbb információt kifacsarni az U–2 repülésekből.
1960. április 9-ig összesen 23 alkalommal repültek be szovjet légtérbe a U–2-esek. A következő U–2 bevetést 1960. május 1-jére készítették elő.

## Az U–2 lelövése

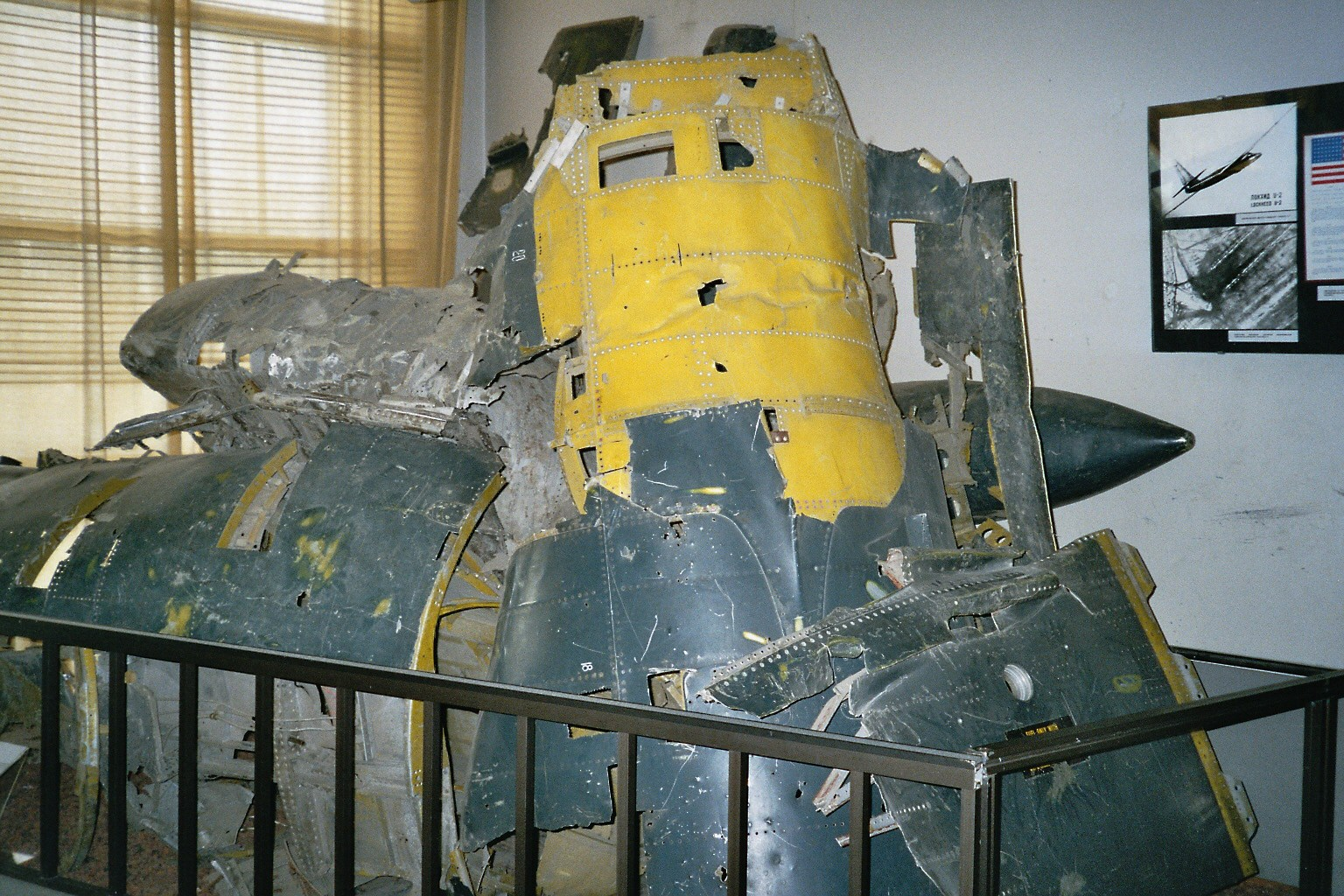
Francis Gary Powers U–2-jének roncsai a Fegyveres Erők Központi Múzeumában, Moszkvában

1960. május 1-jén, tizenöt nappal a párizsi kelet-nyugat csúcstalálkozó előtt, a Francis Gary Powers vezette amerikai Lockheed U–2 repülőgép felszállt a pakisztáni Pesavarból. A Szovjetunió nagy magasságú átrepülése után a norvégiai Bodø repülőterére kellett volna leszállnia. A repülés célja a Szverdlovszk és Pleszeck környékén található interkontinentális ballisztikus rakétasilók lefényképezése volt.
Az egy hónappal korábbi U–2 bevetés eredményeként a közép-ázsiai, kazahsztáni, szibériai, uráli és észak-oroszországi légvédelmi erők teljes készenlétben várták a következő kémrepülést. A gép radaros érzékelését követően parancsot adtak arra, hogy a gépet mindenképpen a földre kell kényszeríteni, akár még úgy is, hogy egy másik repülőgéppel nekicsapódnak.
A gép nagy repülési magassága miatt az elfogóvadászok nem jártak sikerrel, ám az U–2-re kilőtt 14 db SZ–75 Dvina (NATO-kódja: SA–2 Guideline) légvédelmi rakéta közül az egyik a gép közelében robbant és megrongálta azt. A rakéták az U–2-t üldöző egyik szovjet MiG–19-et is megsemmisítették. A szörnyethalt szovjet pilótának posztumusz jelleggel a Szovjetunió Hőse érdemrendet adományozták, bár a halál okairól nem adtak tájékoztatást. Powers súlyosan sérült gépe Szverdlovszk közelében zuhant le, mélyen a szovjet területeken. Powers ejtőernyővel ért földet. Ezt követően elfogták és letartóztatták.

## Az ügy amerikai eltussolása

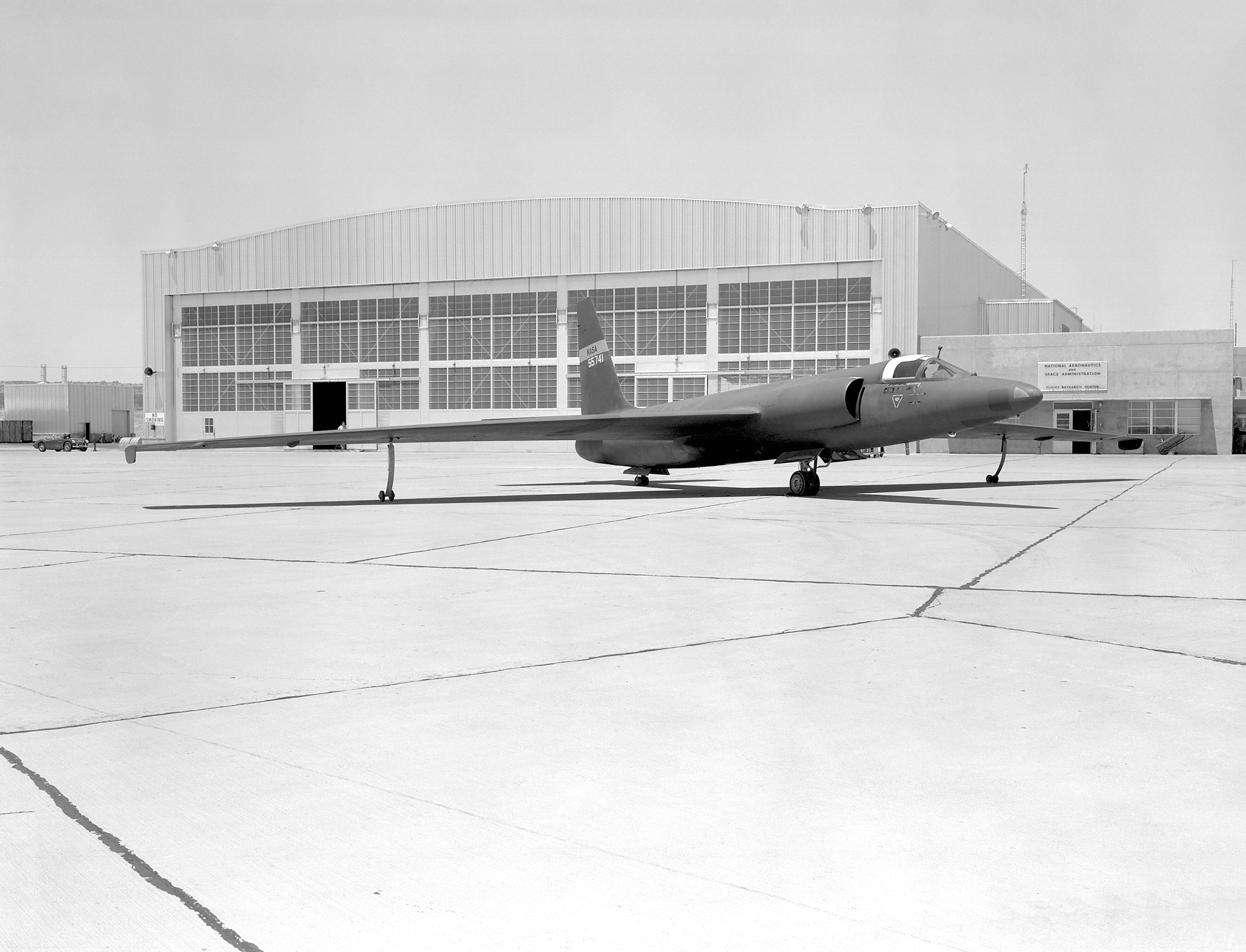
A fedőtörténetként tálalt légkörkutatási programot "bemutató" U–2 fiktív NASA sorszámozással és jelekkel a kaliforniai Edwards légitámaszponton, 1960. május 6-án, napokkal Powers gépének lelövése után

A Christian Herter külügyminiszter vezette válságstáb
négy nappal Powers eltűnése után a NASA nevében részletes sajtóközleményt adott ki arról, hogy egy repülőgép „eltűnt” valahol Törökországtól északra, a Van-tó körzetében. A sajtóközleményben azt állították, hogy a pilóta valószínűleg elveszítette az eszméletét, miközben a robotpilóta be volt kapcsolva, és még azt is állította, hogy „a pilóta a vészfrekvencián oxigénellátási gondokról számolt be.” Mindennek alátámasztásaként egy U–2-est gyorsan NASA-színekre festettek át és bemutatták a sajtónak. A fedőtörténetet azért találták ki, mert még nem tudták, hogy Powers életben maradt – egyes máig vitatott források szerint azért, mert nem használta a CIA által az elfogás esetére egy fémpénzbe rejtett, mérgezett öngyilkos tüskét.
Mindezt hallva Nyikita Hruscsov pártfőtitkár és a szovjet minisztertanács elnöke bejelentette, hogy egy „kémrepülőt” lőttek le, amelyre válaszul az amerikaiak azt állították, hogy egy „légkör-kutató repülőgép” tévedt a szovjet légtérbe, miután a pilótának „oxigénellátási gondjai” támadtak egy törökországi repülés során. A Fehér Ház továbbra is azt feltételezte, hogy Powers már halott, ezért még azt is bevallotta, hogy talán ugyanarról a gépről lehetett szó, ugyanakkor kijelentette, hogy „nincsen és nem is volt a szovjet légtér megsértésére irányuló kifejezett szándék”, és továbbra is ragaszkodott az „oxigénellátási gondok” látszatához.
Május 7-én Hruscsov kijelentette:
„Elárulok egy titkot. Első beszámolómban direkt nem említettem, hogy a pilóta ép és egészséges… és most akkor nézzék meg, hogy [az amerikaiak] mennyi butaságot mondtak.”
Nem csak Powers volt életben, de az U–2 is bizonyítékként szolgált. A szovjetek a roncsokból sikeresen kiemelték a fényképezőgépet és még a filmet is előhívták. Powers túlélőcsomagját, amelyben többek között 7500 rubelnyi arany és ékszer volt, szintén megtalálták. A gép roncsainak nagy része, valamint a túlélőcsomag tartalma a mai napig ki van állítva a moszkvai Fegyveres Erők Központi Múzeumában.
Az Eisenhower-kormányt felkészületlenül érte az incidens, és az ügy eltussolásával jelentősen aláásta az amerikai polgárok saját kormányába vetett hitét. A Watergate-botrány előtt amerikai kormány ilyen mértékben még soha nem vezette félre a saját állampolgárait. Mivel Eisenhower tudatosan nem kívánt nagy port verni a nemzetbiztonsági szempontból kényes téma körül, igyekezett nem reagálni az eseményekre. Ezzel azonban csak azt a benyomást érte el, hogy még egy rendkívül fontos ügy sem érdekelheti az elnököt, aki az ország érdekeinek képviselete helyett inkább elment golfozni.
A fedőtörténet és a későbbi amerikai magyarázkodás során felmerült kérdésekre, miszerint az elnök engedélyezte-e az átrepüléseket, a kormány tagadó választ adott. Ezzel Eisenhower szintén csak a saját helyzetét rontotta, mivel a sajtóban hamar felmerült a kérdés: ha az elnök nem tudott a repülésekről és nem engedélyezte azokat, akkor kinek a hatáskörébe tartozhatnak az olyan kényes bevetések engedélyeztetései, amelyek akár háborúhoz is vezetnek? Hovatovább, ez az elnöki inkompetencia azt is jelentheti, hogy az ő tudta vagy beleegyezése nélkül is akár indíthatnak az amerikai fegyveres erők támadást egy másik ország ellen? Minél több kérdés merült fel a félrevezetésből eredendően, annál rosszabb helyzetbe került Eisenhower.
Az elnök döntése már csak azért is bizonyult hibásnak, mert a helyzet értékelésén lényegesen javított volna, ha azonnal és egyenesen beismeri: ő rendelte el a kémrepüléseket abból a célból, hogy az országot megvédje egy meglepetésszerű támadástól, illetve egy tényleges és nem csak feltételezett szovjet fenyegetés hiányában egy feleslegesen drága fegyverkezési versenytől. Mivel azonban a szigorúan titkos hírszerzési programok védelmében ezt nem tette, az ügy a népszerűségébe és politikai támogatottságába került.

## Következményei
Dwight D. Eisenhower és Nyikita Hruscsov párizsi csúcstalálkozója kudarcot vallott, nagyrészt azért, mert Hruscsov kérése ellenére Eisenhower nem kért bocsánatot az incidensért. Hruscsov május 16-án elhagyta a csúcstalálkozó helyszínét.
Powerst bíróság elé állították, ahol bűnösnek vallotta magát és augusztus 19-én kémkedés miatt három évnyi börtönbüntetésre és hét évnyi kényszermunkára ítélték. Egy és háromnegyed évvel később egy fogolycsere során Rudolf Abel KGB-ügynökre cserélték ki. A csere 1962. február 10-én történt meg, a Nyugat-Berlint (=a Nyugatot) Potsdammal (=Kelettel) összekötő Glienickei hídon. Ez volt az első ilyen fogolycsere, melyet később még számos másik követett, ezek közül több ugyanitt történt, ezért a hidat a kémek hídjának is nevezték.
A krízis másik következménye az volt, hogy felgyorsították az amerikai Corona felderítő műholdak fejlesztési munkáit, amely már az első sikeres küldetésénél több használható légifotót eredményezett, mint az addigi U–2 felderítő repülések összesen.
A Szovjetunióban a roncsok tanulmányozása alapján tervezték az U–2 szovjet másolatának, az SZ–13-nak az elkészítését 1960–1962 között. Az OKB–49 tervezőirodában folyó projektet végül 1962-ben leállították.

## Feldolgozás
Powers és Abel fogolycseréjéről és az odavezető eseményekről szól Steven Spielberg Kémek hídja (2015) című filmje.

## Magyar nyelvű irodalom
- Ezer Ágost: Az U–2-es kémrepülőgép lelövése a Népszabadság cikkeinek tükrében (www.publikon.hu)
- 60 éve történt: Az U–2-es lelövése. jetplanes.blog.hu, 2020. május 1. (Hozzáférés: 2020. május 2.)